# Tân Hưng, Bà Rịa
Tân Hưng là một xã thuộc thành phố Bà Rịa, tỉnh Bà Rịa – Vũng Tàu, Việt Nam.

## Địa lý
Xã Tân Hưng nằm ở phía bắc thành phố Bà Rịa, có vị trí địa lý:
- Phía đông giáp xã Hòa Long và phường Phước Hưng
- Phía tây giáp phường Long Hương
- Phía nam giáp các phường Long Hương và Phước Hưng
- Phía bắc giáp thị xã Phú Mỹ và huyện Châu Đức.

Xã có diện tích 7,44 km², dân số năm 2005 là 4.923 người, mật độ dân số đạt 662 người/km².

## Lịch sử
Xã Tân Hưng được thành lập vào ngày 27 tháng 6 năm 2005 trên cơ sở 744,20 ha diện tích tự nhiên và 4.923 người của phường Phước Hưng (trong đó có 28,53 ha diện tích tự nhiên và 122 người của xã Châu Pha, huyện Tân Thành; 308,50 ha diện tích tự nhiên và 308 người của xã Hòa Long vừa được điều chỉnh về phường Phước Hưng).